# Ново Село Мађунско
Ново Село Мађунско (алб. Maxhunaj) је насеље у општини Вучитрн на Косову и Метохији. Према попису становништва на Косову 2011. године, село је имало 2.035 становника.

## Географија
Село је на подножју Копаоникa, с леве стране Самодрешке (Слаковачке) реке, код њеног излаза у Ситничку алувијалну раван. Збијеног је типа, једино што Доња махала има неколико нешто издвојених кућа. Дели се на Горњу, Средњу и Доњу махалу. Село је у равници, збијеног типа, оранице са лукињом и растреситом земљом, на којима успевају све житарице, поврће и воће. До села је асфалтиран пут и повезано је са системом за наводњавање. Смештено поред пута Вучитрн-Приштина. Удаљено од Вучитрна 7км на источној страни, кроз њега протиче Слаковачка река.

## Историја
У селу постоји постоји један стариначки род непознатог порекла и не знају када су досељени у ово село. У 18. веку долазе Албанци Маџуни и село се оснива под именом Ново Село, а ближе одређење му је Маџунско, јер су они били у већини. Не зна се у прошлости да ли је било насеље на овом месту. Од Новог Села уз Слаковачку реку преко Виљанца до Самодреже наилази се приликом дубљег копања на опеку и клесано камење, што је доказ да је у давној прошлости на овом месту било неко насеље. После ослобођења, од 1912. до 1923. један број Албанаца из овог села одселио се у Турску. Од њих су куповали земљу Срби из овог села, као и 3 куће насељеника који су дошли 1923, и 1 на добијену земљу. Срби становници овог села нису имали своје гробље, већ су се укопавали у суседном селу Пестову све до завршетка првог светског рата, када су основали своје гробље у селу. У првој Југославији у овом селу било је седиште Самодрешке општине.

## Порекло становништва по родовима
Српски родови
- Џамбићи (2 к., Св. Никола). Стари су досељеници непознатог порекла и најстарији род у селу. По ослобођењу Топлице од овог рода су се 4 куће иселиле у околину Ниша и Неготина.
- Дробњаци (4 к., Ђурђевдан). Досељени из Пресека у Ст. Колашину крајем 18. века кад и њихови истоимени рођаци у Салаковцу.
- Стамболићи (7 к., слава Ђурђиц, „прекада“ Ђурђевдан). Пореклом је из Ст. Колашина. У Ново Село досељен средином 19. века из Вучитрна. Појасеви у 1935. од досељења из Вучитрна: Недељко, Стојан, Трајко (65 година). Презиме им је по претку Недељку кога су потсмешљиво назвали Стамболијом, што је као надничар гонио стоку неких трговаца у Истанбул.
- Стошићи (5 к., Петковдан). Потичу од рода Маљока у Племетини, одакле су се преселили после Стамболића. Даља старина им је у Ст. Колашину.
- Цураци (7 к., Св. Агатоник). Пресељени из Пестова почетком друге половине 19. века. Појасеви у 1935. од тог пресељења: Максим, Михаило, Димитрије, Коста (32 године). Даља старина им је у Метохији (околина Пећи).
- Мишковић (1 к.) и Цвејић (1 к.). Досељени 1923. из Криве реке (Брус, Србија) на купљена имања, а потом добили и мало утрине.
- Јокановић (1 к.). Досељен 1921, као колониста из Црне Горе.
- Поповић (1 к.). Досељен 1931. из Коњуше у Топлици на купљепо.

Арбанашки родови:
- Реџовић (3 к.), од фиса Краснића. Доселили почетком 19. века из Попова у Лабу.
- Мађун (15 к.), од фиса Краснића. Из Малесије су се доселили у косовско село Дрваре, па у лапско село Љупче, одакле у Ново Село у првој половини 19. века. Појасеви у 1935. од досељења из Лаба: Садик, Алит, Таир (72 године).
- Камберовић или Прек (4 к.), од фиса Краснића. И они досељени из Љупчета у Лабу за Мађунима.

Рама Кајтазовић од мухаџирске куће зване Арбанашка, по селу Арбанасцима у Топлици, прешао је из ислама у православље 1927, у својој 26. години. Узрок промене вере је била заљубљеност у једну Српкињу, којом се и оженио. Остао је да живи у свом селу и у својој кући. Оца и браће није имао при прелазу у православље. Задржао је старо презиме (Кајтазовић), а ново име му је Радосав.
У селу је 1935. живело 7 кућа муслиманских Рома. Живели су у, врло грубим колибама, а бавили се наполичарством, надничарством и плетењем корпи.

## Демографија
| Демографија | Демографија | Демографија |
| Година      | Становника  | Становника  |
| ----------- | ----------- | ----------- |
| 1948.       | 878         |             |
| 1953.       | 1.028       |             |
| 1961.       | 1.147       |             |
| 1971.       | 1.315       |             |
| 1981.       | 1.687       |             |
| 1991.       | 1.800       |             |
| 2011.       | 2.035       |             |

### Становништво по националности
| Националност | Број  | %     |
| Албанци      | 2,034 | 99.80 |
| Бошњаци      | 1     | 0.20. |